# Caso Typhaine
El caso Typhaine fue un suceso de maltrato infantil e infanticidio acaecido en Francia en 2009.
El nombre del caso corresponde a una niña de 5 años que respondía al nombre de Typhaine Taton y cuya madre denunció su desaparición en el 18 de junio de 2009 en Maubeuge, Norte de Francia. Los progenitores: Anne-Sophie Faucheur y su pareja Nicolas Willot fueron arrestados y puestos bajo custodia. Cinco meses después, ambos confesaron haberla matado. Según sus testimonios: le aplicaron un castigo severo que resultó fatal para la menor, la cual "mojaba la cama, robaba caramelos y se acostaba muy tarde". La investigación reveló que Typhaine sufrió maltratos antes de su fallecimiento. En cuanto a las autoridades, sospecharon de la pareja como posibles autores meses antes de confesar.
El cuerpo sin vida de la niña apareció en Bélgica, por lo que la policía del país vecino fueron los primeros en trabajar en el caso. Finalmente, ambos progenitores fueron sentenciados a penas de prisión de treinta años por la Corte de Assize de Douai.

## Biografía de Typhaine y situación familiar
Typhaine Taton nació en 2004. Fue hija de François Taton y Anne-Sophie Faucheur. En aquel entonces la mujer tenía 18 años. La pequeña tenía una hermana mayor nacida un año atrás. En el juicio, la madre testificó que [el nacimiento de] Typhaine fue un "accidente" y que su relación con la niña era tensa desde que nació además de reconocer "cierto rechazo" hacia ella.
Sus padres se divorciaron en diciembre de 2005. Un año después, su progenitora iniciaría una relación sentimental con Willot, un bombero voluntario. Ambos obtuvieron la custodia tanto de la niña como de su hermana, las cuales vivían con su abuela. En aquel entonces, Typhaine no reconocía a su madre, a la que llamaba "Madame" (Señora).
El 22 de enero de 2009, Faucheur dio a luz a su tercera hija: Apolline, y sacó a su hija de la guardería Florian de Faches-Thumesnil. En ese año residían en Aulnoye-Aymeries. Durante esos años los maltratos hacia Typhaine fueron en aumento.
El 11 de abril de 2009 una de las tías paternas de la niña consiguió visitarla, pero su aspecto era muy diferente: El cabello de Typhaine era rubio y largo, sin embargo, comentó tras su desaparición que su pelo pasó a ser castaño y corto. Según declaró, pensaba que su madre le había tintado y cortado el pelo. En cuanto a su aspecto físico, esta "había perdido peso, tenía una cara muy flaca y parecía cansada."
De acuerdo con la prensa, Typhaine fue sometida a una ducha fría como castigo por "haber mojado la cama y haber robado caramelos (o cualquier otro dulce)". Su incapacidad para dormir, se cree, pudo ser el principal motivo de su asesinato. Mientras era maltratada, vivía en el sótano, a la altura de las escaleras en la oscuridad, donde era atada en ocasiones a la baranda, para que en caso de tener hambre, no pudiera "robar" pastel.

## Cronología

### Reporte de la desaparición

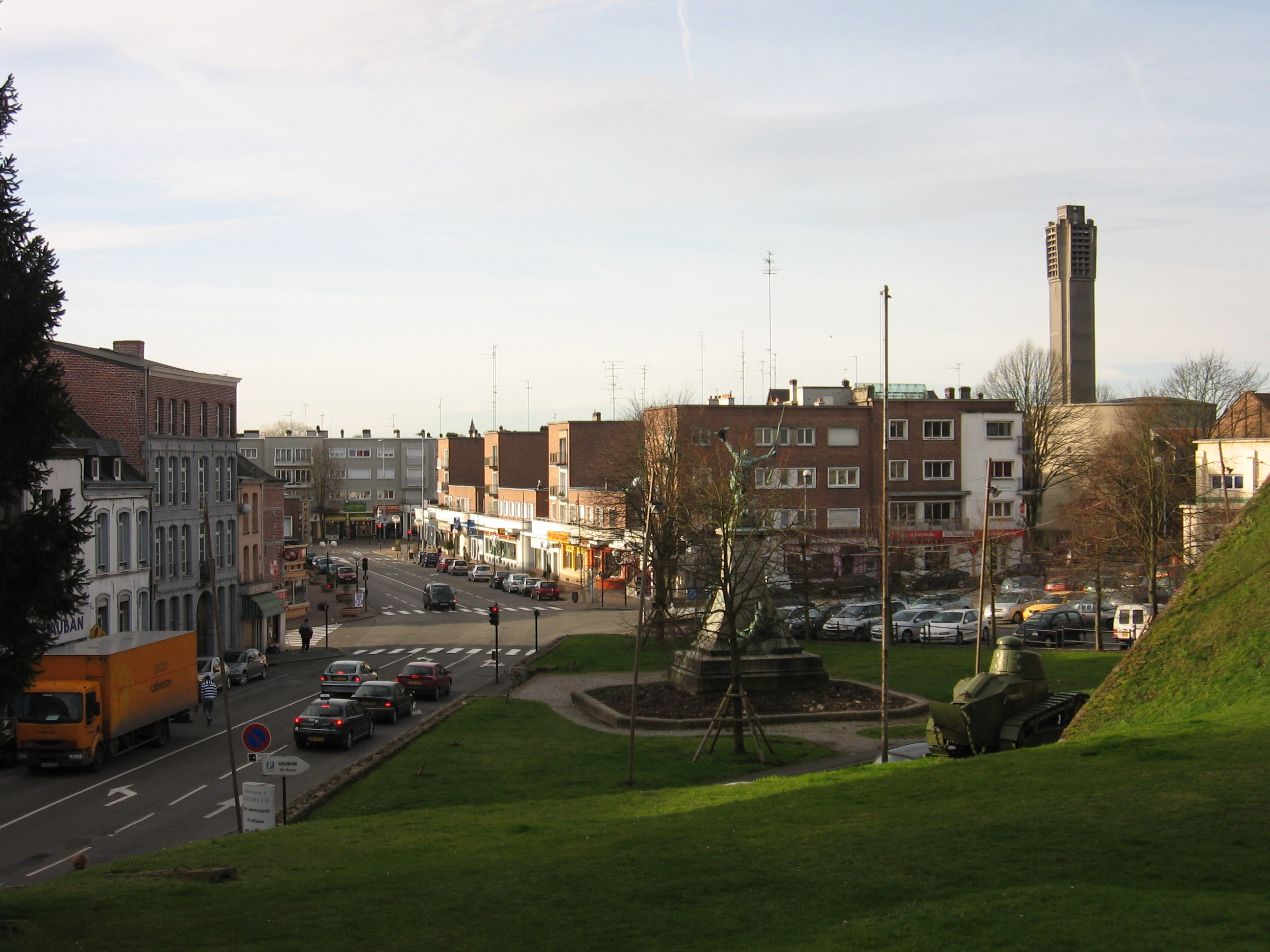
Centro de Maubeuge, punto de la supuesta desaparición

El 18 de junio de 2009 su madre denunció su desaparición a las autoridades alegando que fue vista por última vez en la Place de Wattignies, Maubeuge. Poco después empezó a realizarse una investigación por posible secuestro. Al día siguiente, Anne-Sophie (la madre) y su pareja fueron puestos bajo custodia policial, aunque fueron puestos en libertad en la misma tarde.
Ocho días después, la madre declaró que: Typhaine no se presentó al bautismo de su hermanastra Apolline, el cual tuvo lugar el 13 del mismo mes. A partir del 10 de julio, la policía barajó la hipótesis de que desapareciera días antes de que la madre hubiere denunciado su desaparición. Poco después, la mujer declaró que "tenía esperanza de que regresara".
A partir de septiembre, tanto la madre como el padrastro y su familia fueron considerados partícipes del caso.

### Búsqueda

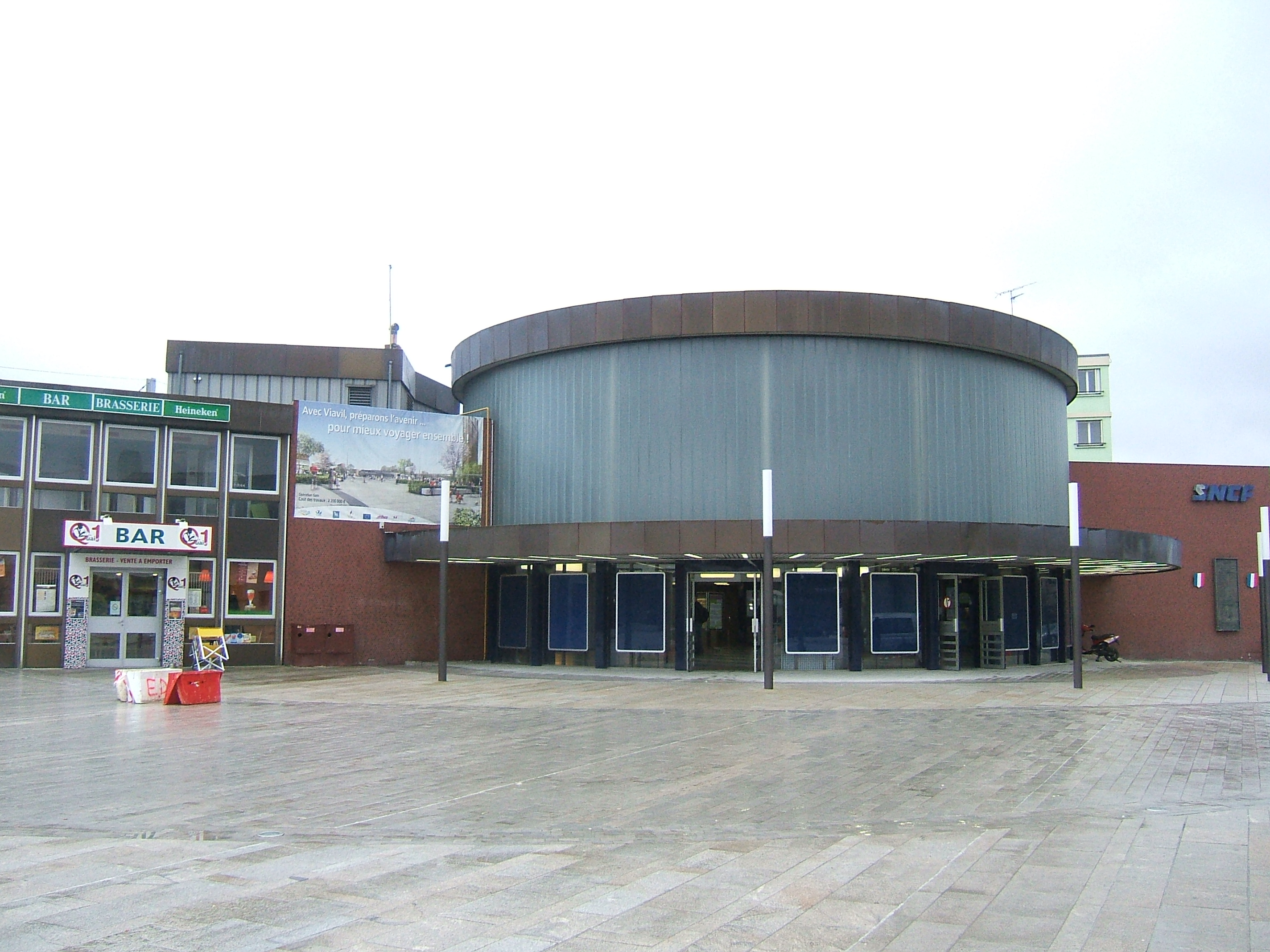
Estación de ferrocarril Gare de Maubeuge, la cual fue registrada tras la declaración de la madre

Typhaine fue descrita como una "niña de cabello corto castaño, de 1,10 metros de estatura y vestía zapatillas deportivas rojas y una camiseta rosa de Dora, la exploradora"
Al momento del anuncio del suceso, las autoridades y población civil se pusieron en marcha para localizarla: entre el área a rastrear estuvo el río Sambre al igual que los transportes públicos (trenes y autobuses) y estaciones al ser lugares cercanos de donde desapareció la niña. El equipo de investigación estuvo encabezado por la policía nacional y local, cuerpo de bomberos y protección civil francesa. A estos se añadieron un equipo de buceadores procedentes de Valenciennes. Sin embargo, los resultados fueron infructuosos.
Mientras la búsqueda seguía en Maubeuge, los investigadores registraron el domicilio de Anne-Sophie Faucheur y su pareja sentimental en Aulnoye-Aymeries. El fiscal Bernard Beffy no ordenó activar la alerta por secuestro por "no haber evidencias de ello". El mismo día, los investigadores averiguaron la animadversión que sentía la mujer por su ex, padre biológico de la joven.
El diario La Voix du Nord escribió [sobre la investigación]: "Se ha dado comienzo a una investigación por desaparición sin que nadie compruebe si pudo deberse a un accidente o a un asunto familiar. El caso ha sido transferido a Valenciennes y el Sambre ha sido rastreado. Mientras tanto, la familia del padre empezó a ponerse en marcha empapelando las calles de Maubeuge con pósteres de la desaparecida."
En cuanto al magazine Le Nouvel Observateur añadió con fecha del 24 de junio: "una semana después del reporte, la madre de Typhaine y su pareja sentimental fueron más allá organizando una rueda de prensa para expresar su consternación y pedir ayuda a posibles testigos mientras insistía en que lo sucedido fue un secuestro del que se lamentan no saber nada."

Seguimos sin saber nada a día de hoy. Echamos de menos a Typhaine, y estamos seguros de que la encontraremos. Nos sentimos sin fuerzas" — Anne-Sophie Faucheur

### Confesión de la madre
Finalmente, el 30 de noviembre de 2009, la madre reconoce haber matado a su hija tras haber sido puesta bajo custodia policial. Al día siguiente fue acusada de homicidio preterintencional a una menor de 15 años acorde con el Artículo 222-7 del Código Penal. A partir del 2 de diciembre es acusada de asesinato después de que su pareja confesara haber enterrado a su hijastra en territorio belga.
Las pesquisas apuntaron a que Typhaine pudo morir entre el 10 u 11 de junio tras haber sido sometida a un castigo que resultó fatal para la víctima y que el cuerpo pudo ser enterrado entre el 15 y 16 de junio, pocos días después de la denuncia de su desaparición.
De acuerdo con Paris Match: "Anne Sophie y Nicolas ocultaron el cuerpo en el sótano durante dos días antes de dar comienzo a su macabro plan. Una vez la enterraron en el bosque, la pareja reportó la desaparición de su hija y todos creyeron que fue secuestrada a plena luz del día en la calle. Mintieron a la policía y a los medios de comunicación además de la opinión pública durante meses."

### Hallazgo del cuerpo, autopsia y funeral

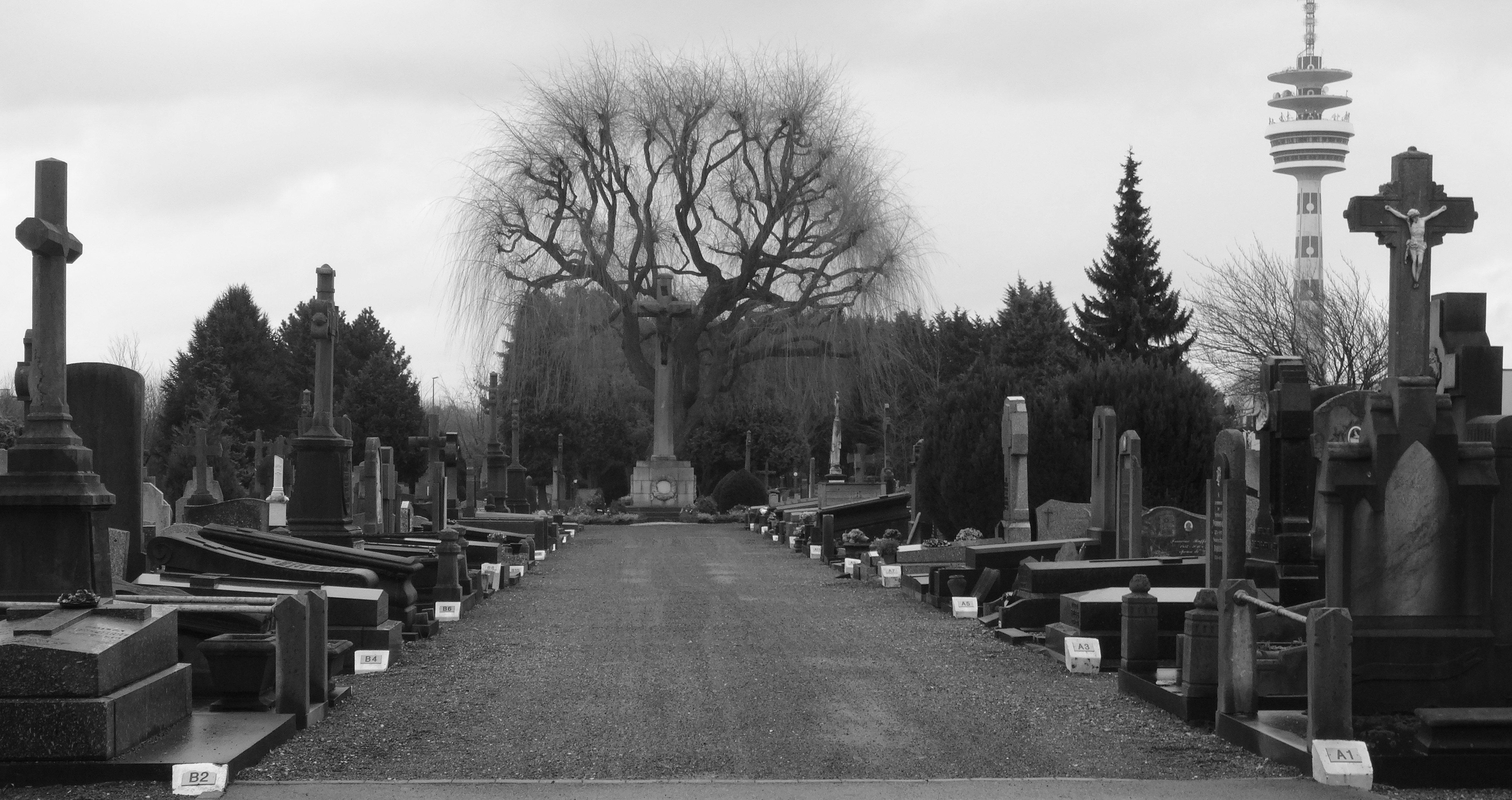
Cementerio de Mons-en-Barœul

El 9 de diciembre, fue descubierto el cadáver desnudo de la niña en un bosque del término de Loverval, Henao (Bélgica). Tras ser identificada por la policía belga, se dio paso a la investigación y la autopsia.
El informe post mortem reveló que Typhaine fue maltratada y que sufrió nueve traumatismos: dos golpes en la cabeza, pelvis fracturada, pierna izquierda y codo derecho, zona púbica destrozada (incluyendo los glúteos) y cráneo fracturado en dos partes. La caja torácica y la pierna presentaban fracturas, esta última estaba sanando en el momento justo de su fallecimiento. Este análisis confirmó que no era la primera vez que la menor fue apaleada. En cuanto a su estómago, estaba vacío e intacto, pero en avanzado estado de descomposición, por lo que no se pudo determinar con certeza las causas de la muerte.
Typhaine fue enterrada el 29 de diciembre de 2009 en el cementerio de Mons-en-Barœul, localidad donde residía su padre biológico. El funeral fue atendido por la familia paterna.

### Juicio

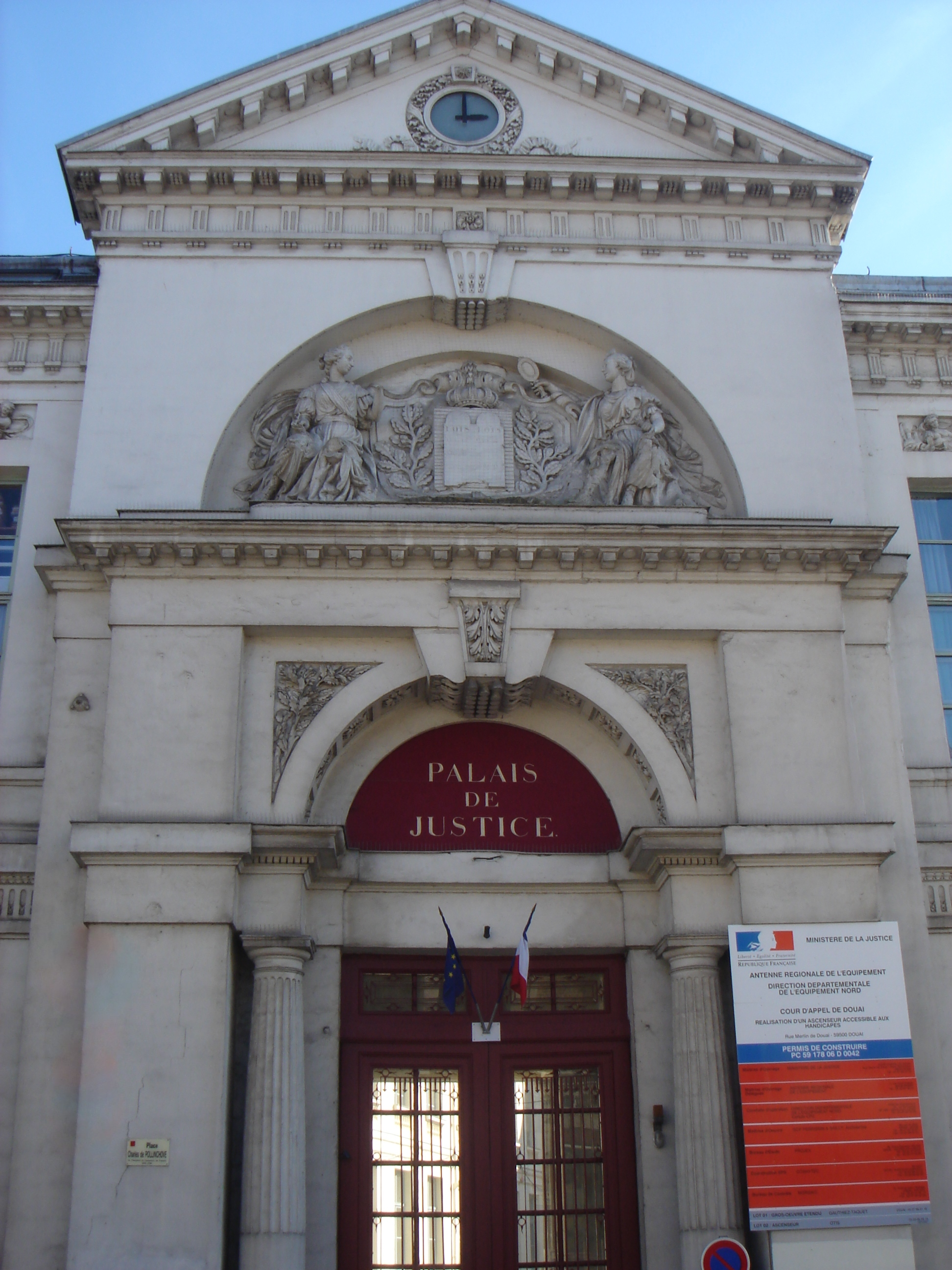
Palacio de Justicia de Douai

El juicio tuvo lugar en enero de 2013 (tres años después de los sucesos) en el Tribunal de Assizes, Douai.
Anne Sophie confesó sus deseos de "herirla", aunque admitió que "no querer matarla". Typhaine sufrió palizas, golpes, latigazos y patadas mientras esta presentaba un comportamiento "introvertido e irresponsable". La progenitora se definió a sí misma como "un monstruo", sin embargo se negó a disculparse bajo el pretexto de que "sus acciones fueron imperdonables". También añadió [sobre su hija] que "abusaba de la confianza de su abuela y le rompía cosas" y pensó que "[Typhaine] le estaba provocando" y que "no se consideraba su madre".
En cuanto al padrastro, declaró que quería "hacer feliz a Typhaine".
Tanto la madre como el padre fueron sentenciados a 30 años de prisión de los cuales deben cumplir veinte para acogerse al derecho de reducir la condena.

## Polémicas

### Medios de comunicación
El 29 de junio de 2009 se produjo una controversia cuando un individuo se hizo pasar por un periodista del canal France 3 para dar una falsa noticia en la que se afirmaba "haber encontrado el cuerpo". Desde France 3 lanzaron un comunicado en el que condenaron lo sucedido.

### Autoridades públicas
Al ser la edad mínima obligatoria para la escolarización a los 6 años, Typhaine todavía no estaba matriculada en ninguna escuela. Jean-Phillippe Broyart, abogado de la asociación Enfance et Partage declaró que si bien no era ilegal, sí se trata de un vacío legal. Y añadió: "después de que su madre se la llevara consigo cuando tenía 5 años, Typhaine estuvo varios meses sin ir al colegio sin que nadie (o casi nadie) hiciera preguntas."
Jean-Christophe Boyer, abogado de L'Enfant Bleu comentó: "si hubiese ido al colegio, el profesorado podría haberse dado cuenta de su situación familiar". Sin embargo la dirección del colegio decidió esperar hasta julio (un mes después de su muerte) antes de notificar a las autoridades el absentismo de la menor.